# رومان فيشر (مبارز بالسيف)
رومان فيشر (بالألمانية: Roman Fischer)‏ هو مبارز بالسيف نمساوي، (ولد في فيينا في النمسا 1915  م).

## وصلات خارجية
- رومان فيشر على موقع اللجنة الأولمبية الدولية (الإنجليزية)
- رومان فيشر على موقع أوليمبيديا (الإنجليزية)